# 孔策沃别墅
孔策沃别墅（俄语：ку́нцевская да́ча）是位于俄罗斯莫斯科孔策沃区沃利斯库村，苏联领导人斯大林的个人住所，由建筑师米龙·梅尔扎诺夫设计，始建于1933年至1934年，斯大林在死前最后二十年主要在此居住。在此，斯大林曾会见英国首相丘吉尔和中国领导人刘少奇和毛泽东。也音译称布利日尼亚别墅（Blizhnyaya Dacha）。